# Eulepidotis geminata
Eulepidotis geminata är en fjärilsart som beskrevs av Alpheus Spring Packard 1869. Eulepidotis geminata ingår i släktet Eulepidotis och familjen nattflyn. Inga underarter finns listade i Catalogue of Life.